# Agapetus spinosus
Agapetus spinosus är en nattsländeart som beskrevs av David Etnier och Way 1973. Agapetus spinosus ingår i släktet Agapetus och familjen stenhusnattsländor. Inga underarter finns listade i Catalogue of Life.